# Rick Hooijboer
Rick Hooijboer (Venhuizen, 3 augustus 1974) is een Nederlands voetballer. De verdediger speelt sinds het seizoen 2005-2006 voor SC Cambuur-Leeuwarden. Hij kwam destijds samen met Paul Mulders transfervrij over van HFC Haarlem, waar hij vijf jaar had gespeeld. Beide heren meldden toe te zijn aan een nieuwe uitdaging na respectievelijk vijf en vier jaar HFC Haarlem en hadden meteen goed gevoel bij de Friese volksclub. Hooijboer acclimatiseerde snel in het hoge noorden en werd aanvoerder. Cambuur zocht en vond in hem iemand die voorop gaat in de strijd en bovendien goed leiding kan geven aan de jonge groep
Op 9 maart 2007 werd bekend dat Hooijboer, de oudste selectiespeler, een nieuw contract had ondertekend dat hem nog twee jaar aan de club zou verbinden, met een optie op een derde jaar. In 2008 echter besloot zijn profcarrière in Leeuwarden.

## Carrière
| Seizoen | Club                  | Wedstrijden | Doelpunten | Competitie     |
| ------- | --------------------- | ----------- | ---------- | -------------- |
| 1998/99 | AZ                    | 0           | 0          | Eredivisie     |
| 1999/00 | AZ                    | 0           | 0          | Eredivisie     |
| 2000/01 | HFC Haarlem           | 16          | 0          | Eerste divisie |
| 2001/02 | HFC Haarlem           | 32          | 3          | Eerste divisie |
| 2002/03 | HFC Haarlem           | 32          | 3          | Eerste divisie |
| 2003/04 | HFC Haarlem           | 29          | 3          | Eerste divisie |
| 2004/05 | HFC Haarlem           | 35          | 1          | Eerste divisie |
| 2005/06 | SC Cambuur-Leeuwarden | 24          | 1          | Eerste divisie |
| 2006/07 | SC Cambuur-Leeuwarden | 33          | 1          | Eerste divisie |
| 2007/08 | SC Cambuur-Leeuwarden | 15          | 1          | Eerste divisie |
| Totaal  |                       | 216         | 11         |                |

Bijgewerkt t/m 21 november 2007